# Trabea
La trabea nell'antica Roma era il mantello o toga con più strisce di porpora che inizialmente veniva indossata solo dai re (il primo fu Tarquinio Prisco), poi anche dagli auguri e dai consoli durante le cerimonie pubbliche, infine anche dai cavalieri (equites) quando si presentavano per il censimento. Era più corta e meno ampia della toga, e veniva fermata con un fermaglio.
Secondo Servio Mario Onorato, esistevano tre tipi diversi di trabea:
- una solo porpora, per gli dei;
- una porpora con un po' di bianco, indossata dai re (tra cui Tarquinio Prisco[1] e Tullo Ostilio[4]);
- una terza, a strisce scarlatte e con un orlo porpora[5] per Auguri e Salii.

Dionigi di Alicarnasso afferma che era indossata anche dai personaggi di rango equestre, ma la cosa non è confermata altrove.
Distinguiamo la trabea triumphalis, un manto grande molto decorato, che si avvolgeva in tutto il corpo, e la trabea imperiale, che mostrava gemme non presenti nella trabea consolare.